# أكبر مؤسسات إعلانية بالعالم

## مجموعة WPP البريطانية
WPP    تضم 75 شركة مختلفة تحت قطاعها وعندها 1000 مكتب موزع على 100 دولة بالعالم ويوجد بالكويت مكتب. عدد الموظفين 128,123 ألف موظف. أسسها رجل أعمال إنجليزي «مارتن سوريل» 1986 مارتن أسس شركة إعلان خاصة في بريطانيا وخلال سنة اتجهت شركة سوريل إلى السوق الأمريكي 1987.
تقدم WPP خدمات كثيرة منها الإعلان، بحوث السوق، بيع وسائل الإعلام، التخطيط الإعلامي، الاستشارات الفنية، علاقات عامة. تحقق الشركة 50% من الأرباح من الإعلان فقط و80% من الأرباح من خارج بريطانيا (السوق الخارجي).
من عملائها: نستلة، IBM، أميريكان اكسبرس، شركة تأمينMerrial-lynchc.
حققت الشركة أرباح 3.5 مليار$ 1999.

## مجموعة Omnicom
ثاني أكبر مجموعة إعلانية مركزها أمريكا، تأسست 1986 وفي عام 1999 حققت أرباح 5 بيلون$. يعمل بالشركة 43 ألف موظف.
من عملائها: بيبسي، ماكدونالد، سيارات نيسان وغيرهم.
تقدم الشركة خدمات تسويق واستشارات وتعتبر أكبر مؤسسة علاقة عامة بالعالم.
تتفرع منها 3 شركات:
1.	BBDO  مركزها نيويورك ولديها 300 وكالة إعلانية.
من عملائها: بطاريات دورسيل، trito - lay (شيبس)، Dellكمبيوتر.
2.	DDB مركزها نيويورك لديها 200 مكتب موزعين في 76 دولة.
من عملائها: فنادق شيراتون، FID محلات الورود شركة توزيع الورود في أنحاء العالم،
3.	TBWA مركزها نيويورك بها 186 مكتب في 35 دولة.
من عملائها: levis
Omnicom من أهم الوكالات الإعلانية وأعمالهم مبدعة ومن أهم الشركات الدولية في مجال التسويق وبحوث السوق.

## مجموعة شركات inter public بريطانية
مركزها نيويورك وفيها 34 ألف موظف وخدماتها تصل لـ4000 عميل.
من عملائها: GM، كوكاكولا.
عندها مكاتب فرعية موزعة على 120 دولة ولديها وحدة علاقات عامة كبيرة وإن هذه المجموعة عزمت أن تشتري شركة إعلانات كبيرة اسمها True North ولو تم ستكون أكبر شركة إعلان في العالم.

## مجموعة Dentsu Inc يابانية
رابع أكبر شركة إعلان ومركزها اليابان وهي الأولى باليابان تأسست 1901 وكان اسمها شركة اليابان لخدمة الإعلان والتلغراف. وفي عام 1946 أصبحت الوكالة مؤسسة متخصصة عندها مكتب بنيويورك 1959 واستمرت بالتوسع، فتحت مكتبا في شيكاغو ولوس انجلس، وهولنولولو عاصمة هاواي، وملبرن بأستراليا، وتايوان، (طوكيو بها 6000 موظف وعندها 32 مكتبا باليابان و6 مكاتب أخرى موزعة على أنحاء العالم. تسيطر الشركة على نصف أوقات الإعلان باليابان والـ50% الأخرى للشركات الأخرى.
من عملائها: canon، sony، هيتاشي وبل اتلاتيك (شركة هواتف ومركزها U.S.A.)

## مجموعة True North
لها 200 مكتب في 100 دولة، ولديها 3 وكالات فرعية وهي:
1.	وكالة FCB الدولية للإعلانات
2.	وكالة BSMG
3.	وكالة التسوق العالمية/الدولي.
تعتبر الوكالة قوية التأثير في أمريكا الشمالية وأمريكا الجنوبية.
من عملائها: Jello، Compaq، Amazon.com، Coors(مشروبات روحية). هدف الوكالة زيادة عدد عملائها.

## مجموعة ببلكس publics group
تعتبر أكبر وكالة إعلانية في فرنسا لديها 10 آلاف موظف في 80 دولة. لديها 150 وكالة ومكتب فرعي. أخذت الكثير من عملائها من مجموعة (ساجي اند ساجي) أتت من كلمة ساعاتي.
من عملائها: HP، سيارات ساترن، first union bank، Coca-Cola، MacDonald، sears، protect & gamble (تنظيف ومساحيق).

## مجموعة Havas advertising أمريكية
تعتبر هافاس وكالة إعلامية رائدة ينتمي إليها 75 فرعا في أوروبا ولديها 12 ألف موظف متوزعين في أنحاء العالم. حققت أرباحا عام 1992 يقدر ب4 بلايين$. ويمثل سوق أوروبا بالنسبة لهافاس 60% من إيراداتها ويدعم الإيرادات فرنسا. وفرت أمريكا 30% من إيراداتها، 10% لفروعها حول العالم.
من
عملائهاAirbus، Volvo، Microsoft.

## مجموعة Bcom3
وكالة دنسو تمتلك 20% من أسهم Bcom3. Bcom3 تمتلك وتقدم إعلانات وخدمات علاقات عامة وبحوث التسويق الخ.. حققت الشركة مجموعة من الشعارات (كورن فلكس النمر توني) وشعار (رجل مارلبورو) وشعار (العملاق الأخضرJolly Green giant) وشعار عجينة (the bills burg dong boy).
من عملائها: كوكاكولا، ونينتندو، وجينرال موتورز، وشركة والت ديزني، وكلوقز، وprotect & gamble.

## مجموعة Grey global أمريكية
بدأت أوائل العشرينيات ومركزها نيويورك، لديها 400 مكتب موزعة في 100 دولة.
من عملائها: برنجلز، 3m، بروتكت اند جمبل protect & gamble.
لديها وحدة علاقات عامة وخدمات شبكة الإنترنت.

## مجموعة Cordiant communication
تأسست 1997 لديها أسهم في أسواق عالمية نيويورك ولندن، عدد موظفيها 5000 موظف وحققت أرباحا 3 مليار$.
من عملائها: استلبودر، مطعمWednesdays، لفت هازا، هانداي(سيارات).